# Gianpiero Combi
Gianpiero Combi (20. listopadu 1902 Turín, Italské království – 13. srpna 1956 Imperia, Itálie) byl italský fotbalový brankář.
S italskou reprezentací vyhrál mistrovství světa roku 1934, mužstvo na turnaji vedl jako kapitán. Získal též bronzovou medaili na fotbalovém turnaji olympijských her roku 1928. Zúčastnil se též olympijských her 1924. Celkem za národní tým odehrál 47 utkání.
Celou svou kariéru (1921–1934) strávil v Juventusu. Stal se s ním pětkrát mistrem Itálie. V letech 1925–1926 udržel neprůstřelnost na dobu 934 minut, to bylo na devadesát let dlouhý rekord, jakou kdy brankář zaznamenal v historii nejvyšší ligy ,[6] než jej překonal s 974 minutami jiný Bianconeri Gianluigi Buffon.
Po jeho smrti v roce 1956 byla po něm pojmenováno první tréninkové hřiště klubu Bianconeri.  A v roce 1957 bylo po něm ve městě Merano přejmenován fotbalový stadion. 
V roce 2011 mu vedení Bianconeri posmrtně udělil jednu z padesáti hvězd na chodníku slávy stadionu Juventusu.

## Hráčská statistika
| Sezóna  | Klub     | Liga      | Liga   | Liga | Ligové poháry | Ligové poháry | Ligové poháry | Kontinentální poháry | Kontinentální poháry | Kontinentální poháry | Celkem | Celkem |
| Sezóna  | Klub     | Soutěž    | Zápasy | Góly | Soutěž        | Zápasy        | Góly          | Soutěž               | Zápasy               | Góly                 | Zápasy | Góly   |
| ------- | -------- | --------- | ------ | ---- | ------------- | ------------- | ------------- | -------------------- | -------------------- | -------------------- | ------ | ------ |
| 1921/22 | Juventus | 1. Divize | 10     | -15  | -             | 0             | 0             | -                    | 0                    | 0                    | 10     | -15    |
| 1922/23 | Juventus | 1. Divize | 22     | -21  | -             | 0             | 0             | -                    | 0                    | 0                    | 21     | -21    |
| 1923/24 | Juventus | 1. Divize | 21     | -19  | -             | 0             | 0             | -                    | 0                    | 0                    | 21     | -19    |
| 1924/25 | Juventus | 1. Divize | 24     | -21  | -             | 0             | 0             | -                    | 0                    | 0                    | 24     | -21    |
| 1925/26 | Juventus | 1. Divize | 27     | -19  | -             | 0             | 0             | -                    | 0                    | 0                    | 27     | -19    |
| 1926/27 | Juventus | 1. Divize | 28     | -23  | -             | 0             | 0             | -                    | 0                    | 0                    | 28     | -23    |
| 1927/28 | Juventus | 1. Divize | 32     | -40  | -             | 0             | 0             | -                    | 0                    | 0                    | 32     | -40    |
| 1928/29 | Juventus | 1. Divize | 28     | -25  | -             | 0             | 0             | -                    | 0                    | 0                    | 28     | -25    |
| 1929/30 | Juventus | Serie A   | 34     | -31  | -             | 0             | 0             | -                    | 0                    | 0                    | 34     | -31    |
| 1930/31 | Juventus | Serie A   | 29     | -32  | -             | 0             | 0             | -                    | 0                    | 0                    | 29     | -32    |
| 1931/32 | Juventus | Serie A   | 34     | -38  | -             | 0             | 0             | -                    | 0                    | 0                    | 34     | -38    |
| 1932/33 | Juventus | Serie A   | 34     | -23  | -             | 0             | 0             | -                    | 0                    | 0                    | 34     | -23    |
| 1933/34 | Juventus | Serie A   | 29     | -29  | -             | 0             | 0             | -                    | 0                    | 0                    | 29     | -29    |
| Celkově | Celkově  | Celkově   | 351    | -336 | -             | 0             | 0             | -                    | 0                    | 0                    | 351    | -336   |

## Úspěchy

### Klubové
- 5× vítěz italské ligy (1925/26, 1930/31, 1931/32, 1932/33, 1933/34)

### Reprezentační
- 1× na MS (1934 – zlato)
- 3× na MP (1927–1930 – zlato, 1931–1932 – stříbro, 1933–1935 – zlato)
- 2× na OH (1924, 1928 – bronz)

### Vyznamenání
Řád zásluh o Italskou republiku (29.7. 1955) z podnětu prezidenta Itálie